# Маарду
Ма́арду (эст. Maardu) — город и муниципалитет в уезде Харьюмаа в северной Эстонии на берегу залива Мууга.

## География
Город Маарду расположен на берегу залива Мууга (части Финского залива). Его границы простираются от озера Маарду до реки Пирита. Маарду граничит с волостями Виймси и Йыэляхтме, находясь в 15 километрах от Таллина и граничит с ним на западе. Он находится в центре пересечения морских, железнодорожных и шоссейных путей, недалеко от Таллинского аэропорта им. Леннарта Мери. Высота над уровнем моря — 25 метров. На юге города расположено озеро Маарду.
В муниципалитете Маарду выделяется несколько районов:
- Каллавере
- Крооди
- Кярму
- Мууга
- порт Мууга
- окрестности озера Маарду

## История
Возникновение промышленного посёлка Маарду произошло в 1939 году благодаря разработке фосфоритных месторождений. 23 марта 1951 года населённый пункт получил статус городского посёлка, в 1961 года перешёл в административное подчинение Таллина.  
В 1979 году площадь Маарду составляла 3,8 км², численность населения — 9972 человека. 
17 июля 1980 года Маарду получил статус города, объединив посёлок Маарду с посёлком городского типа Каллавере (эст. Kallavere), но административно входил в состав Морского района города Таллина.
7 ноября 1991 года Маарду получил статус самостоятельной административно-территориальной единицы, и в его состав были включены территория порта Мууга, а также районы с индивидуальной застройкой и дачными участками, расположенные к западу от жилых массивов бывшего посёлка.

## Экономика
В советское время был построен большой химический комбинат «Эстонфосфорит», где работала преобладающая часть трудоспособного населения посёлка. Завод был закрыт по экологическим соображениям после восстановления независимости Эстонии.
В число советских предприятий города входили: ремонтно-строительное и монтажное управление № 10 треста «Запхимремстроймонтаж», участок наладочных работ треста «Коксохиммонтаж», строительное управление № 8 треста «Таллинстрой», железнодорожная товарная станция, автобаза № 1, мастерские бытового обслуживания. Работали два филиала Таллинской центральной библиотеки имени М. Горького, Маардуская средняя школа (1 100 учащихся в 1979 году), вечерняя средняя школа (300 учащихся), больница на 150 больничных коек и поликлиника (медико-санитарное отделение химзавода), 9 магазинов, ресторан и столовая.
В городской черте расположен крупнейший в Эстонии морской торговый порт международного значения Мууга.

## Учреждения просвещения, культа и досуга
По состоянию на 2019 год в городе работали три общеобразовательные школы: Каллавереская средняя школа (язык обучения — эстонский), две школы с русским языком обучения (Маардуская гимназия и Маардуская основная школа), а также Маардуская школа искусств и 4 детских сада.
В Каллавереской средней школе в 2019/2010 учебном году насчитывалось 213 учеников, в Маардуской гимназии в 2020/2021 учебном году — 798 учеников, в том числе 65 учащихся вечерней школы.
В Маарду действует православный храм Архангела Михаила (Московский Патриархат), есть лютеранская кирха, работает Центр досуга. 
По решению городских властей кладбище разделено на православный, лютеранский и мусульманский секторы.

## Население
По данным переписи населения 2021 года, в Маарду насчитывалось 16 170 жителей, из них 3746 (23,3 %) — эстонцы.
По данным переписи населения 2011 года, в городе проживали 17 524 человека, из них 4347 (24,8 %) — эстонцы.
| Среднегодовая численность населения города Маарду в 2000-е годы | Среднегодовая численность населения города Маарду в 2000-е годы | Среднегодовая численность населения города Маарду в 2000-е годы | Среднегодовая численность населения города Маарду в 2000-е годы | Среднегодовая численность населения города Маарду в 2000-е годы | Среднегодовая численность населения города Маарду в 2000-е годы | Среднегодовая численность населения города Маарду в 2000-е годы | Среднегодовая численность населения города Маарду в 2000-е годы | Среднегодовая численность населения города Маарду в 2000-е годы | Среднегодовая численность населения города Маарду в 2000-е годы |
| 2001                                                            | 2002                                                            | 2003                                                            | 2004                                                            | 2005                                                            | 2006                                                            | 2007                                                            | 2008                                                            | 2009                                                            | 2010                                                            |
| --------------------------------------------------------------- | --------------------------------------------------------------- | --------------------------------------------------------------- | --------------------------------------------------------------- | --------------------------------------------------------------- | --------------------------------------------------------------- | --------------------------------------------------------------- | --------------------------------------------------------------- | --------------------------------------------------------------- | --------------------------------------------------------------- |
| 17 990                                                          | ↗18 035                                                         | ↘17 910                                                         | ↘17 725                                                         | ↗17 765                                                         | ↘17 620                                                         | ↘17 410                                                         | ↘17 330                                                         | ↘17 310                                                         | ↗17 325                                                         |

| Численность населения города Маарду (на 1 января) | Численность населения города Маарду (на 1 января) | Численность населения города Маарду (на 1 января) | Численность населения города Маарду (на 1 января) | Численность населения города Маарду (на 1 января) | Численность населения города Маарду (на 1 января) | Численность населения города Маарду (на 1 января) | Численность населения города Маарду (на 1 января) | Численность населения города Маарду (на 1 января) |
| 1990                                              | 1991                                              | 1992                                              | 2001                                              | 2002                                              | 2003                                              | 2004                                              | 2005                                              | 2006                                              |
| ------------------------------------------------- | ------------------------------------------------- | ------------------------------------------------- | ------------------------------------------------- | ------------------------------------------------- | ------------------------------------------------- | ------------------------------------------------- | ------------------------------------------------- | ------------------------------------------------- |
| 16 180                                            | ↗16 302                                           | ↗16 309                                           | ↗18 060                                           | ↘17 920                                           | ↗18 150                                           | ↘17 670                                           | ↗17 780                                           | ↘17 750                                           |
| 2007                                              | 2008                                              | 2009                                              | 2010                                              | 2011                                              | 2012                                              | 2013                                              | 2014                                              | 2015                                              |
| ↘17 490                                           | ↘17 330                                           | →17 330                                           | ↘17 290                                           | ↗17 360                                           | ↗18 045                                           | ↘17 757                                           | ↘17 315                                           | ↘17 141                                           |
| 2016                                              | 2017                                              | 2018                                              | 2019                                              | 2020                                              | 2021                                              | 2022                                              | 2023                                              | 2024                                              |
| ↘15 128                                           | ↘15 077                                           | ↗15 189                                           | ↗15 332                                           | ↗15 445                                           | ↘15 284                                           | ↗16 171                                           | ↗16 750                                           | ↗17 017                                           |

## Города-побратимы
- Великие Луки, Российская Федерация
- Екабпилс, Латвия
- Калининский район Санкт-Петербурга, Россия
- Фрунзенский район Минска, Беларусь
- Хабаровск, Россия
- Миргород, Украина
- Ванадзор, Армения
- Осташков, Россия
- Мышкин, Россия
- Пикалёво, Россия
- Черноморск, Украина
- Красногорск, Россия
- Бялогард, Польша
- Электренай, Литва

## Персоналии
- Георгий Васильевич Быстров — в 1996—2013 годы и в 2015 году мэр города Маарду, в 2013—2014 годах — председатель Городского собрания Маарду.
- В 2012 году в Маарду скончался председатель Президиума Союза ветеранских организаций Эстонии Карл Александрович Вельц.

## Галерея
- Храм Архистратига Михаила
- Мыза Маарду
- Маардуские новостройки
- Электростанция Иру
- Озеро Маарду